# Одбојкашка репрезентација Црне Горе
Одбојкашка репрезентација Црне Горе представља национални тим Црне Горе у одбојци. Репрезентација је постала пуноправни члан ФИВБа и ЦЕВа 2006. године.

### Наступи наОлимпијским играма
- Нема учешћа

### Наступи наСветским првенствима
- Нема учешћа

### Наступи наЕвропским првенствима
| Година                                          | Турнир                 | Пласман                | ИГ                     | П                      | ИЗ                     | ДС                     | ИС                     |
| ----------------------------------------------- | ---------------------- | ---------------------- | ---------------------- | ---------------------- | ---------------------- | ---------------------- | ---------------------- |
| 1948—1991.                                      | Као Југославија        | Као Југославија        | Као Југославија        | Као Југославија        | Као Југославија        | Као Југославија        | Као Југославија        |
| 1993—2005.                                      | Као Србија и Црна Гора | Као Србија и Црна Гора | Као Србија и Црна Гора | Као Србија и Црна Гора | Као Србија и Црна Гора | Као Србија и Црна Гора | Као Србија и Црна Гора |
| 2007—2017.                                      | Нису се квалификовали  | Нису се квалификовали  | Нису се квалификовали  | Нису се квалификовали  | Нису се квалификовали  | Нису се квалификовали  | Нису се квалификовали  |
| / Белгија/Словенија/Француска/Холандија 2019.   | Групна фаза            | 18. место              | 5                      | 2                      | 3                      | 9                      | 11                     |
| / Естонија/Пољска/Финска/Чешка 2021.            | Групна фаза            | 24. место              | 5                      | 0                      | 5                      | 0                      | 15                     |
| / Италија/Бугарска/Сев. Македонија/Израел 2023. | Групна фаза            | 21. место              | 5                      | 1                      | 4                      | 3                      | 13                     |
| Укупно                                          | 3 учешћа               | 18. место              | 15                     | 3                      | 12                     | 12                     | 39                     |